# C. J. Sapong
C. J. Sapong (Manassas, Virginia, Estados Unidos, 27 de diciembre de 1988) es un futbolista estadounidense. Juega como delantero en el Toronto F. C. de la Major League Soccer.

## Trayectoria

### Fútbol universitario y amateur
Sapong jugó al fútbol en la Universidad de James Madison durante cuatro temporadas, terminó su carrera allí con 37 goles y 21 asistencias entre 2007 y 2010. Además de jugar en la universidad y ganar varios premios y títulos con esta, Sapong jugó para los Frederiksburg Gunners y el Reading United de la USL Premier Development League en 2009 y 2010 respectivamente.

### Sporting Kansas City
Sapong se unió al Sporting Kansas City de la Major League Soccer luego de ser seleccionado por el club en la primera ronda del SuperDraft de 2011. Firmó su contrato profesional el 1 de marzo de ese mismo año y debutó con el club el 19 del mismo mes contra Chivas USA, anotando además su primer gol en ese mismo partido dos minutos después de haber ingresado al terreno de juego.
Fue nombrado el Novato del Año de la MLS el 8 de noviembre de 2011.

## Selección nacional
Sapong fue llamado a la selección mayor de los Estados Unidos por primera vez en enero de 2012 para los amistosos contra Venezuela y Panamá, haciendo su debut contra los venezolanos, ingresando en el minuto 74 del segundo tiempo.

## Clubes
| Club                    | País           | Año       | Partidos | Goles |
| ----------------------- | -------------- | --------- | -------- | ----- |
| Fredericksburg Gunners  | Estados Unidos | 2009      |          |       |
| Reading United          | Estados Unidos | 2010      |          |       |
| Sporting Kansas City    | Estados Unidos | 2011-2014 | 138      | 24    |
| Orlando City (préstamo) | Estados Unidos | 2013      | 5        | 1     |
| Philadelphia Union      | Estados Unidos | 2015-2018 | 135      | 38    |
| Chicago Fire            | Estados Unidos | 2019-2020 | 45       | 15    |
| Nashville S. C.         | Estados Unidos | 2021-2023 | 80       | 18    |
| Toronto F. C.           | Canadá         | 2023-     | 12       | 1     |

## Palmarés

### Campeonatos nacionales
| Título      | Club                 | País           | Año  |
| ----------- | -------------------- | -------------- | ---- |
| US Open Cup | Sporting Kansas City | Estados Unidos | 2012 |

### Distinciones individuales
| Distinción               | Año  |
| ------------------------ | ---- |
| Novato del Año de la MLS | 2011 |

| Predecesor: Andy Najar | Novato del Año de la Major League Soccer 2011 | Sucesor: Austin Berry |